# Oniisama e
Oniisama e (おにいさまへ…) é um anime e mangá shoujo dramático. É habitualmente referido em inglês como Brother, Dear Brother.
O mangá foi criado na primeira metade dos anos 1970 por Riyoko Ikeda, centrando-se em uma moça de 14 anos  Nanako Misoono (御苑生奈々子) que frequenta uma prestigiada academia e lida com a sua vida de estudante de liceu escrevendo cartas ao seu "irmão" (geralmente, irmãos neste sentido são apenas homens mais velhos que concordam em ler as cartas de outrem, uma espécie de correspondente unilateral). O mangá foi traduzido para italiano.
A série anime, baseada no mangá e transmitida na NHK de Julho de 1991 a Abril de 1992, tem um total de 39 episódios e termina quando Nanako tem cerca de 17 anos e meio. A temática pode às vezes ser sombria, indo desde o incesto, tentativas de suicídio, a doenças mortais. Foi dobrada e transmitida em Itália e França, embora tenha sido cancelada após 26 episódios, devido ao forte conteúdo adulto. Foi também transmitida em canais árabes no início dos anos 1990, com o título "Akhy El Aziz" (Meu Querido Irmão).